# Marie Ellenrieder
Marie Ellenrieder (ur. 20 marca 1791 w Konstancji, zm. 5 czerwca 1863 tamże) – niemiecka malarka, pierwsza kobieta studiująca na niemieckiej akademii sztuki.

## Życiorys
Urodziła się 20 marca 1791 roku w Konstancji. Była wnuczką malarza barokowego Franza Ludwiga Hermanna. Na początku drugiej dekady XIX w. pobierała lekcje rysunku u miniaturzysty Josepha Einsle. W latach 1813–1816 studiowała na Akademii Sztuk Pięknych w Monachium, zostając tym samym pierwszą kobietą, która została przyjęta na akademię artystyczną w Niemczech. W Monachium kształciła się w pracowni malarskiej Johanna Petera von Langera. Jej obrazy z czasów studenckich charakteryzuje barokowy modelunek światła.
Specjalnością Ellenrieder były portrety i malarstwo religijne, najżywsze prace tworzyła techniką pastelu. Jej największa aktywność przypadła na lata 1817–1822. W jej portretach z tego okresu można dostrzec pasję i wrażliwość, które pomagały oddać charakter osób portretowanych. Przygotowując się do portretów olejnych, często tworzyła szkice pastelem. Z czasem odeszła od żywiołowych przedstawień na rzecz stonowanych prac w duchu neoklasycyzmu.
W latach 1818–1820 tworzyła obrazy na zamówienie dworów książęcych, portretując m.in. Leopolda Badeńskiego i jego żonę Zofię (1820). W 1820 roku została pierwszą kobietą, która otrzymała zlecenie na wystrój katolickiego kościoła, malując trzy obrazy ołtarzowe dla kościoła parafialnego w Ichenheim. Następnie spędziła kilka lat we Włoszech, gdzie dzięki wsparciu malarki Louise Seidler zetknęła się z twórczością nazareńczyków, z którymi się związała. Założenia artystyczne nazareńczyków, a w szczególności dzieła Johanna Friedricha Overbecka wywarły znaczny wpływ na twórczość religijną Ellenrieder. Jej prace malarskie straciły na plastyczności, głębi i fakturze, malowane twarze stały się wyidealizowane, zaś rysunki nabrały wyraźniejszych konturów.
Po powrocie do Niemiec Ellenrieder osiadła w Konstancji, gdzie skupiła się na malarstwie religijnym, jedyne zlecenia portretowe przyjmując z dworów książęcych. Pod koniec lat 20. XIX w. została malarzem nadwornym Leopolda Badeńskiego. Do jej najważniejszych zleceń religijnych z tego okresu należą ołtarz w kościele farnym św. Szczepana w Karlsruhe przedstawiający męczeństwo świętego Szczepana (obraz o wymiarach 4,7 x 3,2 m) oraz sceny biblijne z postaciami naturalnej wielkości w kaplicy książęcej w Langenstein. Jedna z jej prac pt. St Felicitas and her Seven Sons została zakupiona w 1848 roku przez królową Wiktorię, zaś w następnym roku obraz Christ in the Temple nabył książę Albert; obraz znajduje się współcześnie w królewskiej rezydencji Osborne House.
Ellenrieder zmarła 5 czerwca 1863 w Konstancji.

## Galeria

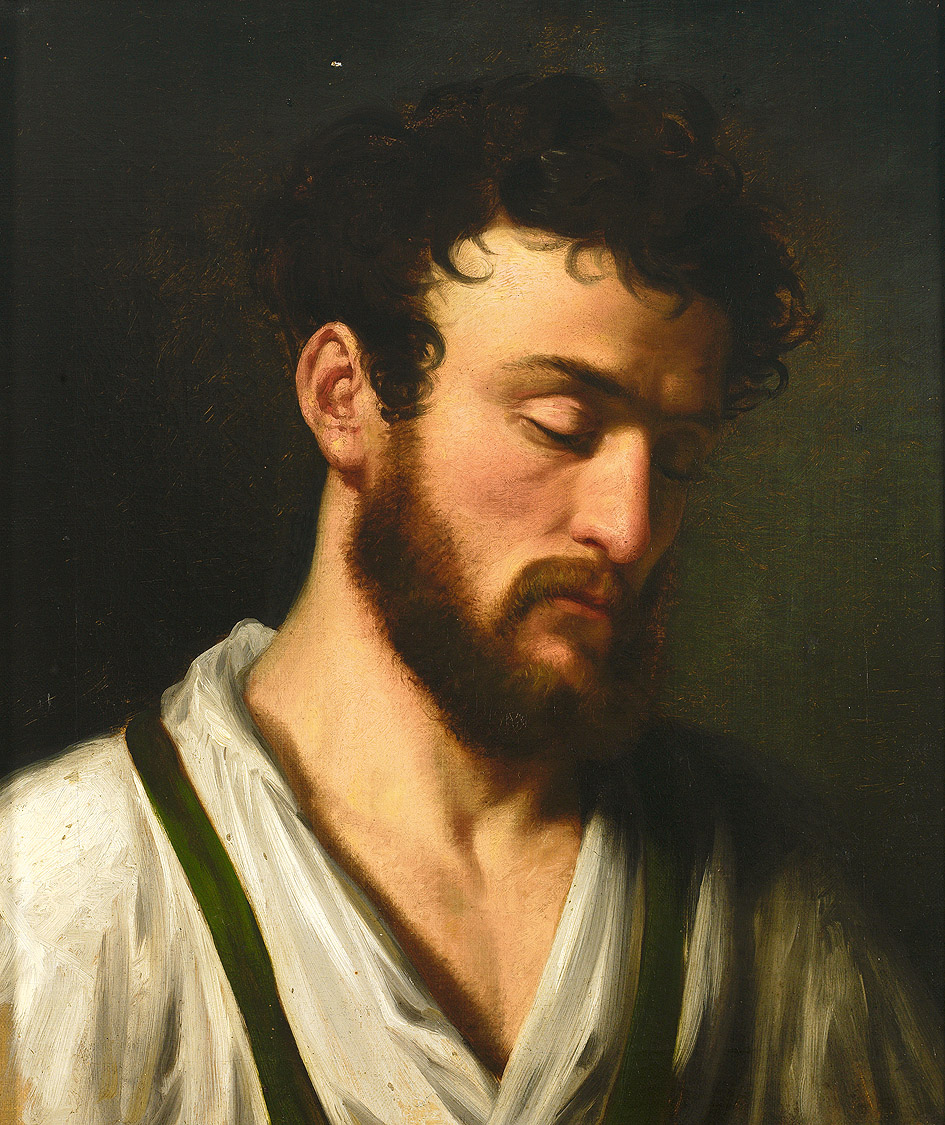
Portrait eines bärtigen jungen Mannes, rok nieznany
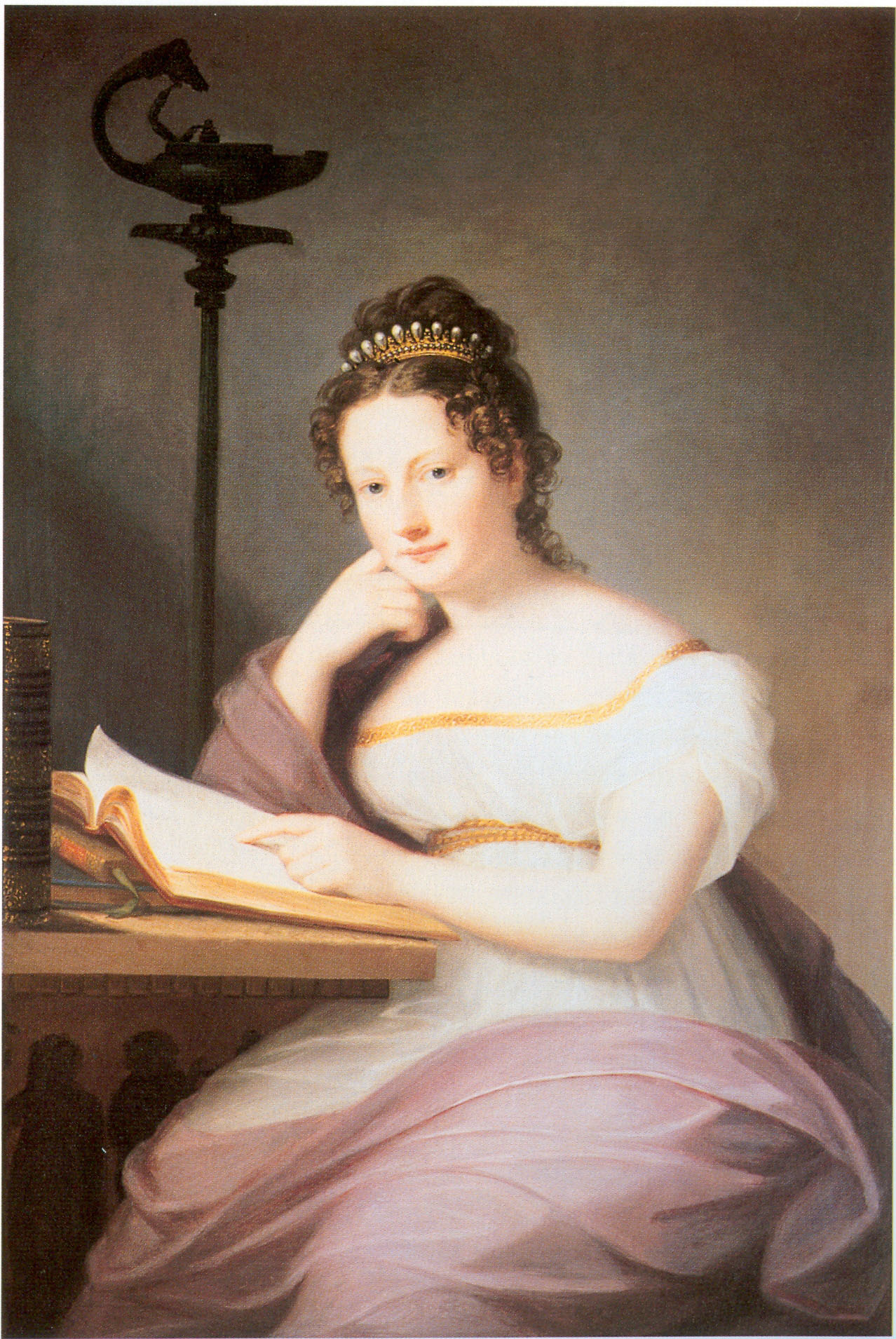
Amalie von Baden, 1819
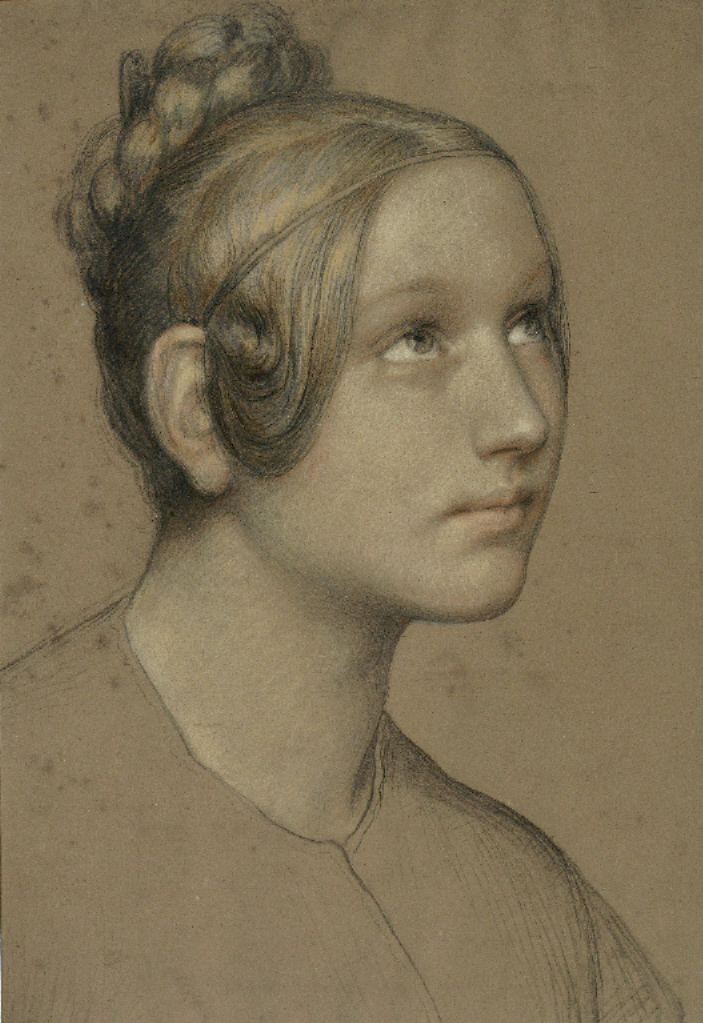
Portrait der Maria Hutter, rok nieznany
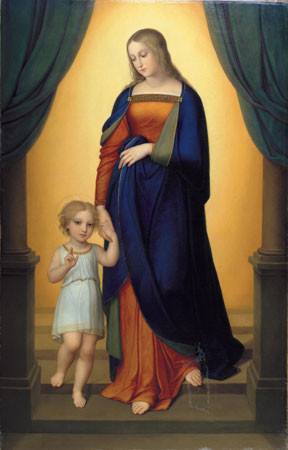
Maria mit dem Jesusknaben an der Hand, 1824, Staatliche Kunsthalle Karlsruhe
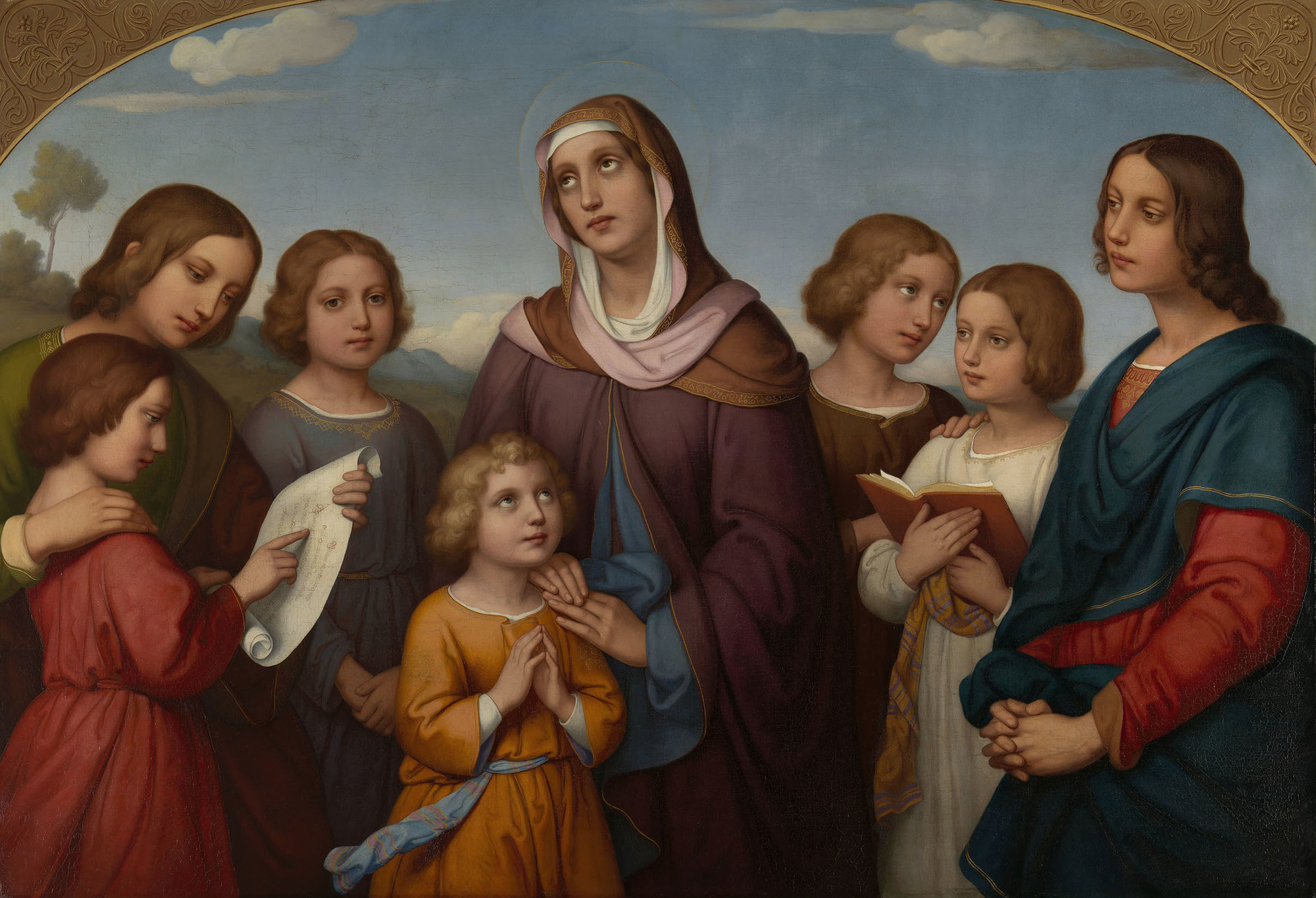
St Felicitas and her Seven Sons, 1847